# A3 Champions Cup
Der A3 Champions Cup, auch nach seinem Hauptsponsor als A3 Nissan Champions Cup bekannt, war ein inoffizieller (d. h. nicht von der FIFA oder einer ihrer Unterorganisationen veranstalteter) Vereins-Fußballwettbewerb, an dem jährlich die besten Klubmannschaften aus Japan, China und Südkorea teilnahmen. Die Austragung des Turniers wurde aufgrund finanzieller Schwierigkeiten im Jahr 2008 eingestellt.

## Hintergrund
In Asien gibt es, ähnlich wie in Europa (und auch nach europäischem Vorbild), eine Champions League, in der der Verband Asian Football Confederation (AFC) den Kontinentalmeister bestimmt. Diese erfreut sich allerdings längst nicht so großer Beliebtheit wie ihr europäisches Pendant, was wohl vor allem an der Inhomogenität der asiatischen Fußballlandschaft liegt:
- Der asiatische Fußball ist traditionell in zwei verschiedene Zentren gespalten: einerseits das westasiatische Zentrum (Saudi-Arabien, Vereinigte Arabische Emirate, Kuwait, Irak, Iran, Katar) im Westen und andererseits die ostasiatischen Fußballnationen China, Südkorea und Japan. Da zudem Fußball in Indien und Pakistan kaum eine Rolle spielt (Nationalsport ist dort Cricket), resultiert das in riesigen Entfernungen, die keine rechte Wettbewerbsatmosphäre aufkommen lassen, da Fahrten zu Auswärtsspielen für die meisten Anhänger unerschwinglich bleiben.
- Des Weiteren sind sich die arabisch-muslimische und die ostasiatische Welt stets kulturell fremd geblieben. Echte Rivalität kommt etwa zwischen koreanischen und arabischen Vereinen so nicht auf. Deshalb spielen die arabischen Mannschaften zusammen mit denen aus Nordafrika (insbesondere Ägypten, Marokko und Tunesien) schon seit den 80er-Jahren um die Arabische Champions League bzw. den Arab Club Champions Cup (Iran nimmt an diesem Turnier nicht teil, da es kein arabisches Land ist) aus, die dort auf deutlich mehr Zuschauerinteresse stößt.
- Dies hat die drei großen Fußballnationen des Ostens (daher die Bezeichnung A3) bewogen, einen eigenen internationalen Vereinswettbewerb als Gegengewicht zur Arab Champions League auszurichten.

## Modus
Jedes Jahr im Februar trafen die drei Meister der japanischen J1 League, der koreanischen K League 1 und der chinesischen ersten Liga zusammen mit einem weiteren Starter aus dem Gastgeberland zu einem einwöchigen Turnier in einem einzigen Stadion zusammen. Gespielt wurde in drei Spieltagen nach dem Modus jeder gegen jeden, wobei immer zwei Spiele am selben Tag hintereinander stattfinden. Der Punktbeste nach drei Spielen (wobei es für einen Sieg drei und für ein Unentschieden einen Punkt gibt) wird zum Sieger erklärt, bei Punkt- und Torgleichheit fand am letzten Spieltag ein Elfmeterschießen statt.

## Die Turniere im Überblick
| Jahr | Spielort | Finalstände           | Finalstände             | Finalstände           | Finalstände              |
| Jahr | Spielort | Sieger                | 2. Platz                | 3. Platz              | 4. Platz                 |
| ---- | -------- | --------------------- | ----------------------- | --------------------- | ------------------------ |
| 2003 | Tokio    | Kashima Antlers 1     | Dalian Shide            | Seongnam Ilhwa Chunma | Júbilo Iwata             |
| 2004 | Shanghai | Seongnam Ilhwa Chunma | Yokohama F. Marinos     | Shanghai Shenhua      | Shanghai International 1 |
| 2005 | Jeju     | Suwon Bluewings       | Pohang Steelers 1       | Yokohama F. Marinos   | Shenzhen Jianlibao       |
| 2006 | Tokio    | Ulsan Hyundai         | Gamba Osaka             | JEF United 1          | Dalian Shide             |
| 2007 | Jinan    | Shanghai Shenhua 1    | Shandong Luneng Taishan | Urawa Red Diamonds    | Seongnam Ilhwa Chunma    |

### 2003
Erster A3 Mazda Champions Cup, ausgetragen im Februar 2003 in Tokio
Teilnehmer: Júbilo Iwata (Japanischer Meister), Seongnam Ilhwa Chunma (koreanischer Meister), Dalian Shide (chinesischer Meister), Kashima Antlers (Gewinner des japanischen Ligapokals)
Resultate:
|          | Ergebnis |          |
| -------- | -------- | -------- |
| Kashima  | 3:1      | Dalian   |
| Seongnam | 2:0      | Iwata    |
| Kashima  | 2:0      | Iwata    |
| Dalian   | 3:2      | Seongnam |
| Kashima  | 0:0      | Seongnam |
| Dalian   | 1:0      | Iwata    |

Abschlusstabelle:
| Pl. | Verein   | Sp. | S | U | N | Tore    | Diff. | Punkte |
| --- | -------- | --- | - | - | - | ------- | ----- | ------ |
| 1.  | Kashima  | 3   | 2 | 1 | 0 | 005:100 | +4    | 07     |
| 2.  | Dalian   | 3   | 2 | 0 | 1 | 005:500 | ±0    | 06     |
| 3.  | Seongnam | 3   | 1 | 1 | 1 | 004:300 | +1    | 04     |
| 4.  | Iwata    | 3   | 0 | 0 | 3 | 000:500 | −5    | 0      |

Erster Sieger des Champions Cup waren damit die Kashima Antlers

### 2004
Zweiter A3 Nissan Champions Cup, ausgetragen im Februar 2004 in Shanghai
Teilnehmer: Yokohama F. Marinos (Japanischer Meister), Seongnam Ilhwa Chunma (koreanischer Meister), Shanghai Shenhua (chinesischer Meister), Shanghai International (Chinesischer Vizemeister)
Resultate:
|          | Ergebnis |          |
| -------- | -------- | -------- |
| Yokohama | 0:3      | Seongnam |
| Shenhua  | 1:1      | Chanba   |
| Shenhua  | 0:2      | Yokohama |
| Seongnam | 1:0      | Chanba   |
| Yokohama | 2:1      | Chanba   |
| Seongnam | 1:1      | Shenhua  |

Abschlusstabelle:
| Pl. | Verein   | Sp. | S | U | N | Tore    | Diff. | Punkte |
| --- | -------- | --- | - | - | - | ------- | ----- | ------ |
| 1.  | Seongnam | 3   | 2 | 1 | 0 | 005:100 | +4    | 07     |
| 2.  | Yokohama | 3   | 2 | 0 | 1 | 004:400 | ±0    | 06     |
| 3.  | Shenhua  | 3   | 0 | 2 | 1 | 002:400 | −2    | 02     |
| 4.  | Cosco    | 3   | 0 | 1 | 2 | 002:400 | −2    | 01     |

Zweiter Sieger des Champions Cup war damit Seongnam Ilhwa Chunma

### 2005
Dritter A3 Mazda Champions Cup, ausgetragen im Februar 2005 in Seogwipo (Insel Jeju-do, Südkorea)
Teilnehmer: Yokohama F. Marinos (Japanischer Meister), Pohang Steelers (koreanischer Meister), Shenzhen Jianlibao (chinesischer Meister), Suwon Samsung Bluewings (koreanischer Vizemeister)
Resultate:
|          | Ergebnis |          |
| -------- | -------- | -------- |
| Yokohama | 1:1      | Pohang   |
| Shenzhen | 1:3      | Suwon    |
| Yokohama | 2:0      | Shenzhen |
| Pohang   | 2:2      | Suwon    |
| Yokohama | 1:3      | Suwon    |
| Pohang   | 2:0      | Shenzhen |

Abschlusstabelle:
| Pl. | Verein   | Sp. | S | U | N | Tore    | Diff. | Punkte |
| --- | -------- | --- | - | - | - | ------- | ----- | ------ |
| 1.  | Suwon    | 3   | 2 | 1 | 0 | 008:400 | +4    | 07     |
| 2.  | Pohang   | 3   | 1 | 2 | 0 | 004:400 | ±0    | 05     |
| 3.  | Yokohama | 3   | 1 | 1 | 1 | 004:400 | ±0    | 04     |
| 4.  | Shenzhen | 3   | 0 | 0 | 3 | 001:700 | −6    | 0      |

Dritter Sieger des Champions Cup waren damit die Samsung Bluewings

### 2006
Vierter A3 Mazda Champions Cup, ausgetragen im August 2006 in Tokio, Japan
Teilnehmer: Gamba Osaka (Japanischer Meister), Ulsan Hyundai (koreanischer Meister), Dalian Shide (chinesischer Meister), JEF United Ichihara Chiba (Gewinner des japanischen Ligapokals)
Resultate:
|        | Ergebnis |        |
| ------ | -------- | ------ |
| Osaka  | 3:2      | Dalian |
| Ulsan  | 2:3      | Chiba  |
| Ulsan  | 6:0      | Osaka  |
| Chiba  | 2:2      | Dalian |
| Dalian | 0:4      | Ulsan  |
| Osaka  | 2:0      | Chiba  |

Abschlusstabelle:
| Pl. | Verein | Sp. | S | U | N | Tore    | Diff. | Punkte |
| --- | ------ | --- | - | - | - | ------- | ----- | ------ |
| 1.  | Ulsan  | 2   | 2 | 0 | 0 | 012:300 | +9    | 06     |
| 2.  | Osaka  | 3   | 1 | 2 | 0 | 005:800 | −3    | 05     |
| 3.  | Chiba  | 3   | 1 | 1 | 1 | 005:600 | −1    | 04     |
| 4.  | Dalian | 3   | 0 | 1 | 2 | 004:900 | −5    | 01     |

### 2007
Fünfter A3 Mazda Champions Cup, ausgetragen im Juni 2007 in Jinan, China
Teilnehmer: Shandong Luneng Taishan (chinesischer Meister), Shanghai Shenhua (Chinesischer Vizemeister), Urawa Red Diamonds (Japanischer Meister), Seongnam Ilhwa Chunma (koreanischer Meister)
Resultate:
|          | Ergebnis |          |
| -------- | -------- | -------- |
| Shanghai | 3:0      | Seongnam |
| Shandong | 4:3      | Urawa    |
| Urawa    | 1:0      | Seongnam |
| Shandong | 2:1      | Shanghai |
| Urawa    | 1:3      | Shanghai |
| Shandong | 1:2      | Seongnam |

Abschlusstabelle:
| Pl. | Verein   | Sp. | S | U | N | Tore    | Diff. | Punkte |
| --- | -------- | --- | - | - | - | ------- | ----- | ------ |
| 1.  | Shanghai | 3   | 2 | 0 | 1 | 007:300 | +4    | 06     |
| 2.  | Shandong | 3   | 2 | 0 | 1 | 007:600 | +1    | 06     |
| 3.  | Urawa    | 3   | 1 | 0 | 2 | 005:700 | −2    | 03     |
| 4.  | Seongnam | 3   | 1 | 0 | 2 | 002:500 | −3    | 03     |